# Красотин, Алексей Павлович
Алексе́й Па́влович Красо́тин (2 июня 1920, Приимково, Ростовский уезд, Ярославская губерния, РСФСР, СССР — 10 февраля 2021, Чебоксары, Россия) — советский и российский театральный актёр. Народный артист РСФСР (1987), заслуженный артист РСФСР (1976), заслуженный артист Чувашской АССР (1969). Участник Великой Отечественной войны (1941–1945).

## Биография
Родился 2 июля 1920 года в селе Приимково Ростовского района Ярославской области. 
Являлся шестым ребёнком в семье. Отец, Павел Николаевич Красотин, был потомственным священником и служил в Москве в храме Христа Спасителя. Мать, Ольга Павловна (в девичестве Белороссова), являлась домашней хозяйкой и воспитывала детей. После разрушения храма, его отца перевели в Новосибирск, где в 1936 году Красотин вместе с семьей перебрался к нему. 
Интерес в области артистической деятельности появился у Красотина в детстве. После окончания школы, Красотин поступал в Московский театральный институт, но попытка оказалась неудачной. 
В 1939 году призван в ряды Красной Армии из Рязанской области. Участник Великой Отечественной войны (1943—1945).
Работал в театрах Северной группы войск (1946—1948), Ульяновска, Южно-Сахалинска, Тюмени, Магнитогорска. С 1965 года переехал в столицу Чувашской АССР.
Скончался 10 февраля 2021 года на 101-м году жизни в городе Чебаксары.

## Звания и награды
- Заслуженный артист Чувашской АССР (1969).
- Заслуженный артист РСФСР (1976).
- Народный артист РСФСР (1987).
- Орден Трудового Красного Знамени (1981).
- Орден Отечественной войны II степени.
- Орден Красной Звезды.
- Памятная медаль «100-летие образования Чувашской автономной области» (2020).